# 横浜 Lady Blues
「横浜 Lady Blues」（よこはま レディ・ブルース）は、原由子の楽曲。自身の5作目のシングルとして、タイシタレーベルから7インチレコードで1983年11月5日に発売された。
1993年7月21日と1998年2月25日に8cmCDとして再発売されている。2016年12月12日からは主要配信サイトにてダウンロード配信、2019年12月20日からはストリーミング配信が開始されている。

## 背景
前作「恋は、ご多忙申し上げます」から約2か月ぶりとなるシングル作品。本作のジャケットは、本作の全楽曲が収録されているアルバム『Miss YOKOHAMADULT YUKO HARA 2nd』と同じデザインである。

## 収録曲
- 収録時間：6:47[4]

1. 横浜 Lady Blues (3:32)
（作詞・作曲：桑田佳祐 / 編曲：桑田佳祐 & Head Arrangers）
2. Misty Morning (3:15)
（作詞・作曲：原由子 / 編曲：桑田佳祐 & Head Arrangers）

## 参加ミュージシャン
- 原由子：Vocal (#1,#2)
- 原田末秋：Electric Guitar (#1,#2)
- 美久月千晴：Bass (#1,#2)
- 村上“ポンタ”秀一：Drums (#1,#2)
- 中西康晴：Keyboards (#1,#2)
- 神山暁雄：Synthesizer (#1,#2)
- 桑田佳祐：Chorus (#1,#2)
- 野沢秀行：Percussions (#1)
- 兼崎順一：Flugel Horn (#1)
- 斎藤誠：Chorus (#1)
- 松田弘：Chorus (#2)

## 収録アルバム
| 曲名            | 作品名                          |
| --------------- | ------------------------------- |
| 横浜 Lady Blues | Miss YOKOHAMADULT YUKO HARA 2nd |
| 横浜 Lady Blues | ハラッド                        |
| Misty Morning   | Miss YOKOHAMADULT YUKO HARA 2nd |